# Netelia melanostigma
Netelia melanostigma är en stekelart som först beskrevs av Cameron 1886.  Netelia melanostigma ingår i släktet Netelia och familjen brokparasitsteklar. Inga underarter finns listade i Catalogue of Life.